# Imidki
Imidki – grupa nieorganicznych związków chemicznych, pochodnych amoniaku, w których dwa (z trzech) atomów wodoru zostały zastąpione atomami metalu (wzór ogólny: MI2NH). Imidki są nietrwałe, mają budowę jonową (kation M+ i anion NH2−), na przykład CaNH.